# Charros de Jalisco (sóftbol)
Charros de Jalisco (sóftbol) es un equipo femenino de la Liga Mexicana de Softbol con sede en Guadalajara, Jalisco y primeras campeonas de la Serie de la Reina, en la Liga Mexicana de Softbol 2024.

## Historia
El equipo femenil de los Charros de Jalisco fue una de las seis franquicias de la Liga Mexicana de Sóftbol 2024; no obstante, al principio no estuvieron ni siquiera consideradas. El equipo de las Leones de Yucatán desistió de la liga, debido a que las instalaciones del estadio no se encontraban en óptimas condiciones para los torneos, fue entonces cuando los Charros ocuparon su lugar faltando dos meses para el comienzo de la liga.
El equipo jalisciense debutó en enero de 2024 en la primera temporada de la LMS en donde se enfrentó a las Bravas de León.
Durante la primera temporada de la Liga, que concluyó en marzo de 2024, el equipo de las tapatías se coronó como campeonas después de vencer a Sultanes de Monterrey en cuatro juegos.

## Estadio
La casa del equipo es el Estadio Panamericano, de Zapopan.

## Jugadoras

### Roster actual
Actualizado al 2 de febrero de 2025.
| Charros de Jalisco (sóftbol) Roster 2025 |                             |                       |
| C U E R P O T É C N I C O                |                             |                       |
|                                          | Bandera de México           | Jorge “Chino” Corvera |
| J U G A D O R A S                        |                             |                       |
| L A N Z A D O R A S                      |                             |                       |
| 24                                       | Bandera de México           | Dayra Sandoval        |
| 19                                       | Bandera de los Países Bajos | María Voortman        |
| 17                                       | Bandera de México           | Olivia de la Torre    |
| 4                                        | Bandera de México           | Yeraldine Carrión     |
| R E C E P T O R A S                      |                             |                       |
| 12                                       | Bandera de México           | Karime Valles         |
| 5                                        | Bandera de Venezuela        | Milagros Lozada       |
| 19                                       | Bandera de México           | Valeria Hernández     |
| J U G A D O R A S D E C U A D R O        |                             |                       |
| 6                                        | Bandera de México           | Abigail Botello       |
| 27                                       | Bandera de México           | Diana Félix           |
| 21                                       | Bandera de México           | Sophia Ceballos       |
| 77                                       | Bandera de México           | Valeria Quiroga       |
| 1                                        | Bandera de Venezuela        | Yuruby Alicart        |
| J A R D I N E R A S                      |                             |                       |
| 7                                        | Bandera de Venezuela        | Abril Marín           |
| 19                                       | Bandera de México           | Dana Sotelo           |
| 44                                       | Bandera de Venezuela        | Geraldine Puertas     |
| 99                                       | Bandera de México           | Linnah Rebolledo      |
| 15                                       | Bandera de México           | Marian Castro         |
| 71                                       | Bandera de Japón            | Mikiko Eguchi         |
| 11                                       | Bandera de México           | Nadia Hernández       |
| 88                                       | Bandera de México           | Silvia Ochoa          |

## Récords
El 31 de enero de 2025, Valeria Quiroga, rompió récord durante el juego contra el El Águila de Veracruz, en donde consiguió siete carreras impulsadas, convirtiéndose en la nueva líder de esta categoría en la LMS. Además, realizó el tercer Grand Slam en la historia y se sumó a la lista de jugadoras con dos o más home run en un juego.

## Filmografía
La Promesa (2024) es el documental que narra la historia del equipo femenil de sóftbol de Los Charros.